# Province du Guayas
La province du Guayas est une province de l'Équateur, traversée par le Río Guayas, qui lui a donné son nom. La population de la province était de 3 645 483 habitants en 2010, dont un tiers vivant dans la capitale, Guayaquil.

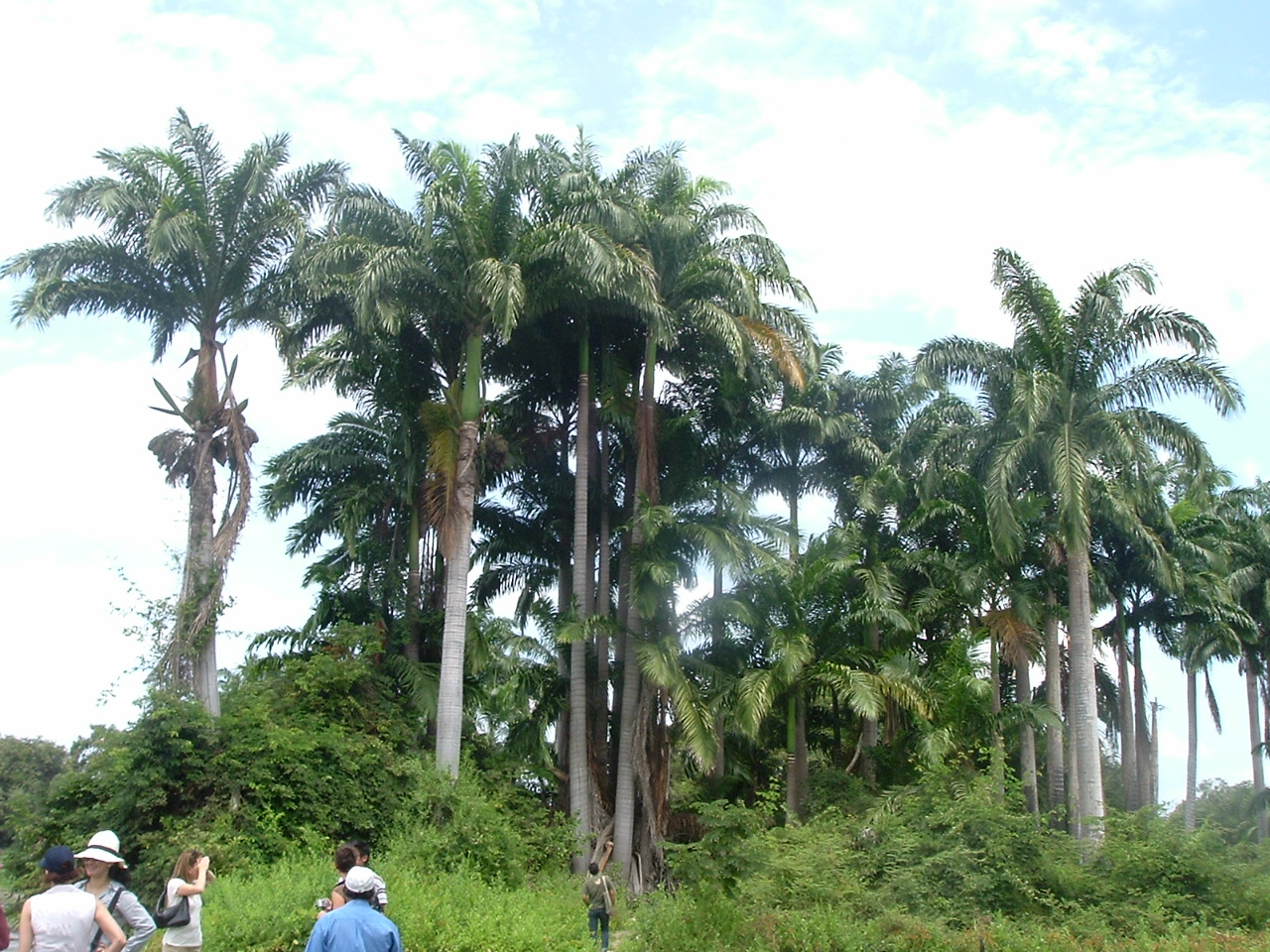
Palmiers sur l'île de Santay.

## Divisions administratives
La province est divisée en 25 cantons :

Les cantons de la province de Guayas.

| Canton                      | Superficie (km2) | Population (2010) | Densité (hab./km2) | Chef-lieu                |
| --------------------------- | ---------------- | ----------------- | ------------------ | ------------------------ |
| Alfredo Baquerizo Moreno    | 216              | 25 179            | 116,6              | Alfredo Baquerizo Moreno |
| Balao                       | 465              | 20 523            | 44,1               | Balao                    |
| Balzar                      | 1 173            | 53 937            | 46                 | Balzar                   |
| Colimes                     | 758              | 23 423            | 30,9               | Colimes                  |
| Coronel Marcelino Maridueña | 337              | 12 033            | 35,7               | Marcelino Maridueña      |
| Daule                       | 475              | 120 326           | 253,3              | Daule                    |
| Durán                       | 339              | 235 769           | 695,5              | Durán                    |
| El Empalme                  | 711              | 74 451            | 104,7              | Velasco Ibarra           |
| El Triunfo                  | 405              | 44 778            | 110,6              | El Triunfo               |
| General Antonio Elizalde    | 154              | 10 642            | 69,1               | General Antonio Elizalde |
| Guayaquil                   | 3 445            | 1 192 694         | 346,2              | Guayaquil                |
| Isidro Ayora                | 488              | 10 870            | 22,3               | Isidro Ayora             |
| Lomas de Sargentillo        | 533              | 18 413            | 34,5               | Lomas de Sargentillo     |
| Milagro                     | 401              | 166 634           | 415,5              | Milagro                  |
| Naranjal                    | 2 015            | 69 012            | 34,2               | Naranjal                 |
| Naranjito                   | 250              | 37 186            | 148,7              | Naranjito                |
| Nobol                       | 128              | 19 600            | 153,1              | Narcisa de Jesus         |
| Palestina                   | 205              | 16 065            | 78,4               | Palestina                |
| Pedro Carbo                 | 940              | 43 436            | 46,2               | Pedro Carbo              |
| Playas                      | 280              | 41 935            | 149,8              | General Villamil         |
| Salitre                     | 387              | 57 402            | 148,3              | El Salitre               |
| Samborondón                 | 252              | 67 590            | 268,2              | Samborondón              |
| Santa Lucía                 | 359              | 38 923            | 108,4              | Santa Lucía              |
| Simón Bolívar               | 359              | 25 483            | 71                 | Simón Bolívar            |
| Yaguachi                    | 515              | 60 958            | 118,4              | Yaguachi                 |